# MathTool
MathTool là một phần mềm tính toán miễn phí với các tính năng cơ bản của một máy tính bỏ túi.

## Chức năng
- Tính toán 1 biểu thức toán học thông thường với độ ưu tiên toán học
- Hỗ trợ môi trường biến, làm việc trên mảng dữ liệu
- Tìm nghiệm gần đúng với độ chính xác cao của phương trình bất kì
- Khử gauxơ hệ tuyến tính với m phương trình n nghiệm
- Tìm biểu thức đạo hàm của hàm số
- Tìm gần đúng giới hạn, tích phân, cực trị hàm số
- Giải phương trình nghiệm nguyên (bản 2.0 trở lên)
- Thư viện số nguyên cực lớn: Các phép toán bình thường, lũy thừa, giai thừa, kiểm tra tính nguyên tố, khai căn nguyên (bản 2.0 trở lên)
- Vẽ đồ thị hàm một biến, hàm tham số (tọa độ đề các)
- Hỗ trợ hệ thống hàm số do người dùng tự định nghĩa
- Chuyển đổi các cơ số toán học
- Tính toán trên độ, radian và gradian
- Làm việc với các hàm về số nguyên tố, số fibonacci
- Các hàm toán học mở rộng như: Sum, Max, Min, Range, Gcd, Lcm, Random,...
- Đặc biệt hỗ trợ gói lập trình script giúp bạn tạo ra các đoạn script nho nhỏ theo ý mình với các cấu trúc:IF,FOR,WHILE,REPEAT,... trong đó có thể sử dụng các chức năng có sẵn của chương trình.